# 514 v.Chr.

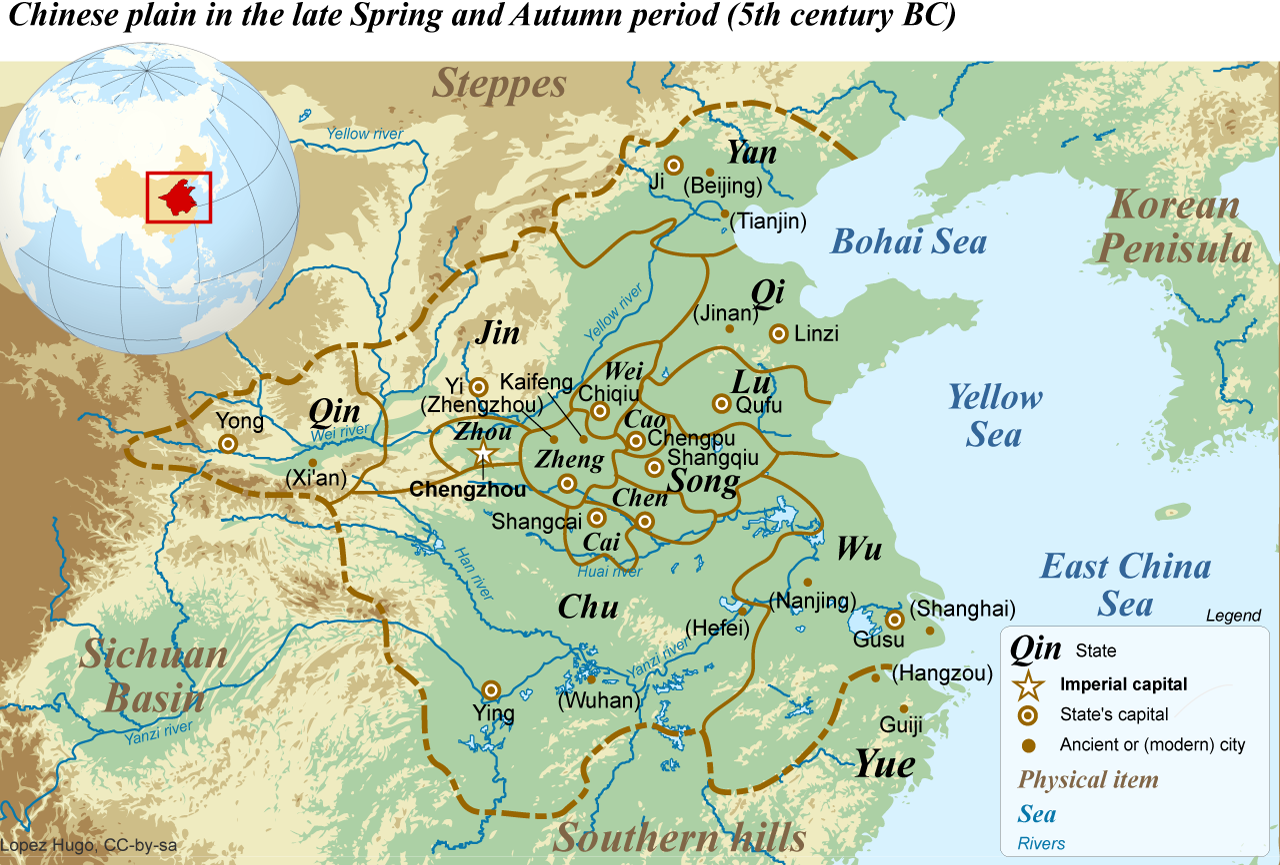
China in 514 v.Chr.

Het jaar 514 v.Chr. is een jaartal volgens de christelijke jaartelling.

## Gebeurtenissen

### China
- Helü wordt koning van Wu. Hij weet zich snel geliefd te maken door goed bestuur gepaard met een zekere nederigheid. Hij laat zijn voorganger Liao vermoorden en schildert hem af als een indringer.[1]
- Koning Helü van het Wu rijk sticht de "Grote Stad van Helü", (de oude naam voor Suzhou), als zijn hoofdstad.

### Perzië
- Koning Darius I begint een veldtocht tegen de Scythen, het Perzische leger (± 100.000 man) steekt met een pontonbrug de Bosporus over.
- Koning Miltiades van Thracië moet zich aan Darius onderwerpen.

### Griekenland
- Na de moord op zijn broer Hipparchus begint Hippias last te krijgen van achtervolgingswaan.

## Overleden
- Hipparchos, tiran van Athene